# Verkeersteken

Drie verkeersborden

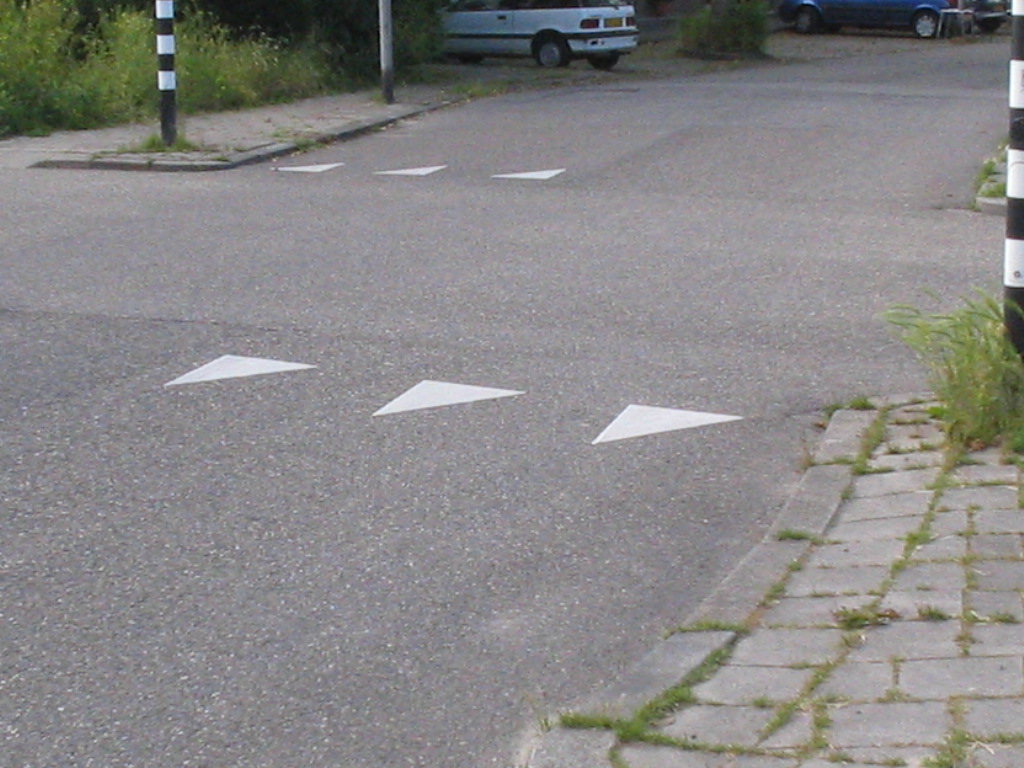
Haaientanden

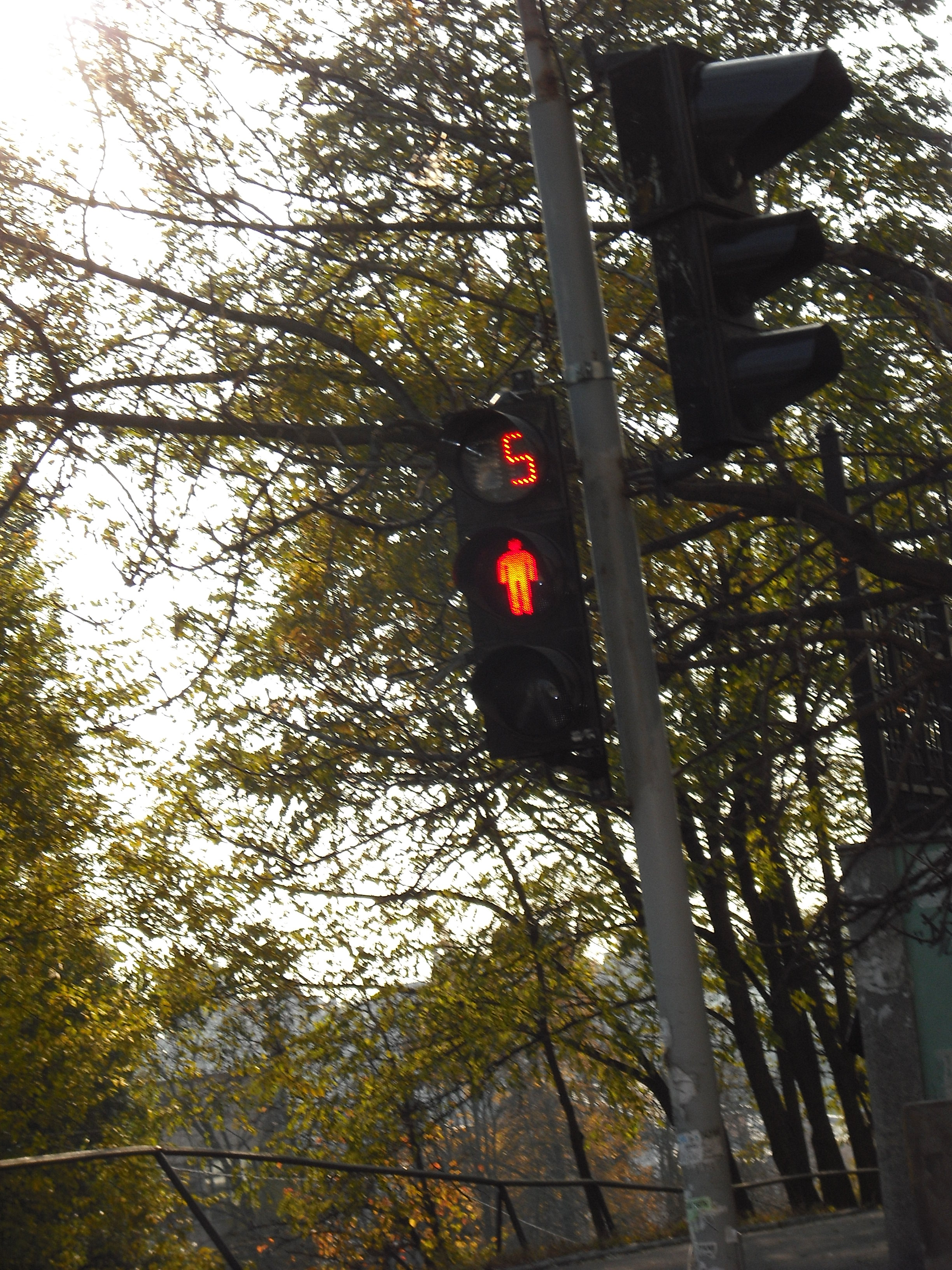
Verkeerslicht in Kiev met afteller

Verkeerstekens geven aanwijzingen aan verkeersdeelnemers over hoe zich te gedragen op de weg. Onder verkeerstekens worden verstaan:
- verkeerslichten,
- verkeersborden,
- verkeerstekens op het wegdek (wegmarkering), zoals haaientanden en zebrapaden.

In Nederland zijn de verkeerstekens voor het wegverkeer vastgelegd in het Reglement verkeersregels en verkeerstekens. De regels voor het plaatsen en verwijderen van verkeersborden zijn te vinden in het Besluit administratieve bepalingen inzake het wegverkeer (BABW) van 26 juli 1990. Voor het plaatsen van sommige verkeerstekens moet de wegbeheerder eerst een verkeersbesluit nemen.

## Plek van verkeerstekens
Verkeerstekens gaan boven verkeersregels. Binnen de categorie verkeerstekens gaan verkeerslichten weer boven de andere verkeerstekens (zoals voorrangsborden). Aanwijzingen van bevoegde ambtenaren (zoals politie, verkeersregelaars of verkeersbrigadiers) gaan weer boven de verkeerstekens.